# Calystegia lucana
Calystegia lucana là một loài thực vật có hoa trong họ Bìm bìm. Loài này được G. Don fil. mô tả khoa học đầu tiên.